# Тейлор, Джеральд
Джеральд Джисиэл Тейлор Досман (исп. Gerald Gisjiel Taylor Dosman; 28 мая 2001, Лимон) — коста-риканский футболист, защитник клуба «Депортиво Саприсса», выступающий на правах аренды за шотландский «Харт оф Мидлотиан».

## Карьера
С 2021 года выступает за одну из сильнейших клубов страны «Депортиво Саприсса», из которого Тейлор на один сезон уходил в аренду в «Уругвай де Коронадо».
Выступал за молодежную сборную Коста-Рики. За главную национальную команду дебютировал 25 марта 2023 года в матче Лиги наций Конкакаф против Мартиники (2:1). В своем следующем поединке с Гренады Тейлор отметился своим первым забитым мячом за «тикос». В июне 2024 года защитник вошел в состав национальной команды для участия в Кубке Америки в США.

## Достижения
- Чемпион Коста-Рики (3): 2023 (Клаусура и Апертура), 2024 (Апертура).

## Семья
Братья Джеральда Рэнди (род. 1998) и Самир (род. 2004) также являются футболистами. Но, в отличие от него, они родились в Панаме.